# ɾ réfléchi
ɾ, appelé r sans obit réfléchi, est une lettre de l’alphabet latin utilisée dans certains alphabets phonétiques dont la transcription canIPA. Il a la forme d’un r sans obit réfléchi, c’est-à-dire d’une petite capitale J inversée. Elle n’est pas à confondre avec le symbole ɿ qui a la même forme dans certaines polices de caractères.

## Utilisation
En dialectologie italienne, certains auteurs utilisent le r sans obit réfléchi comme symbole API non standard pour une consonne spirante alvéolaire voisée,,, normalement notée [ɹ] dans l’alphabet phonétique international (API). Par exemple, pour transcrire le vénitien parlàr [paɾˈlaɾ] « parler », [paɹˈlaɹ] avec l’API standard. Ce symbole est aussi utilisé dans le canIPA, une révision de l’alphabet phonétique international de Luciano Canepari, représentant une consonne battue alvéolaire voisée [ɾ] flap, avec un battement au cours d’un mouvement de la langue, distincte d’une consonne battue alvéolaire voisée tap, avec un battement de la langue.

## Représentation informatique
Le r sans obit réfléchi n’a pas été codé en informatique et n’a pas de caractère Unicode standard le représentant.